# Белтам
Белта́м — курган на территории Кызылординской области, датируемый концом I тысячелетия н. э.

## Общие сведения
Белтам располагается на территории Кызылординской области Казахстана, в 40 километрах к западу от средневекового городища Чирик-Рабад.

## Исследования памятника
Исследования Белтама проводились с 1948 по 1955 годы, в рамках работ Хорезмской археолого-этнографической экспедиции АН СССР под руководством С. П. Толстова. Было установлено, что курган содержит круглое, диаметром 18 метров погребальное сооружение. Оно состоит из 4 помещений, разделенных стенами. Последние сложены из сырцового кирпича.
Кроме того, в ходе раскопок обнаружены осколки посуды и кувшинов, датируемых концом X века нашей эры.